# Julian Kraushar

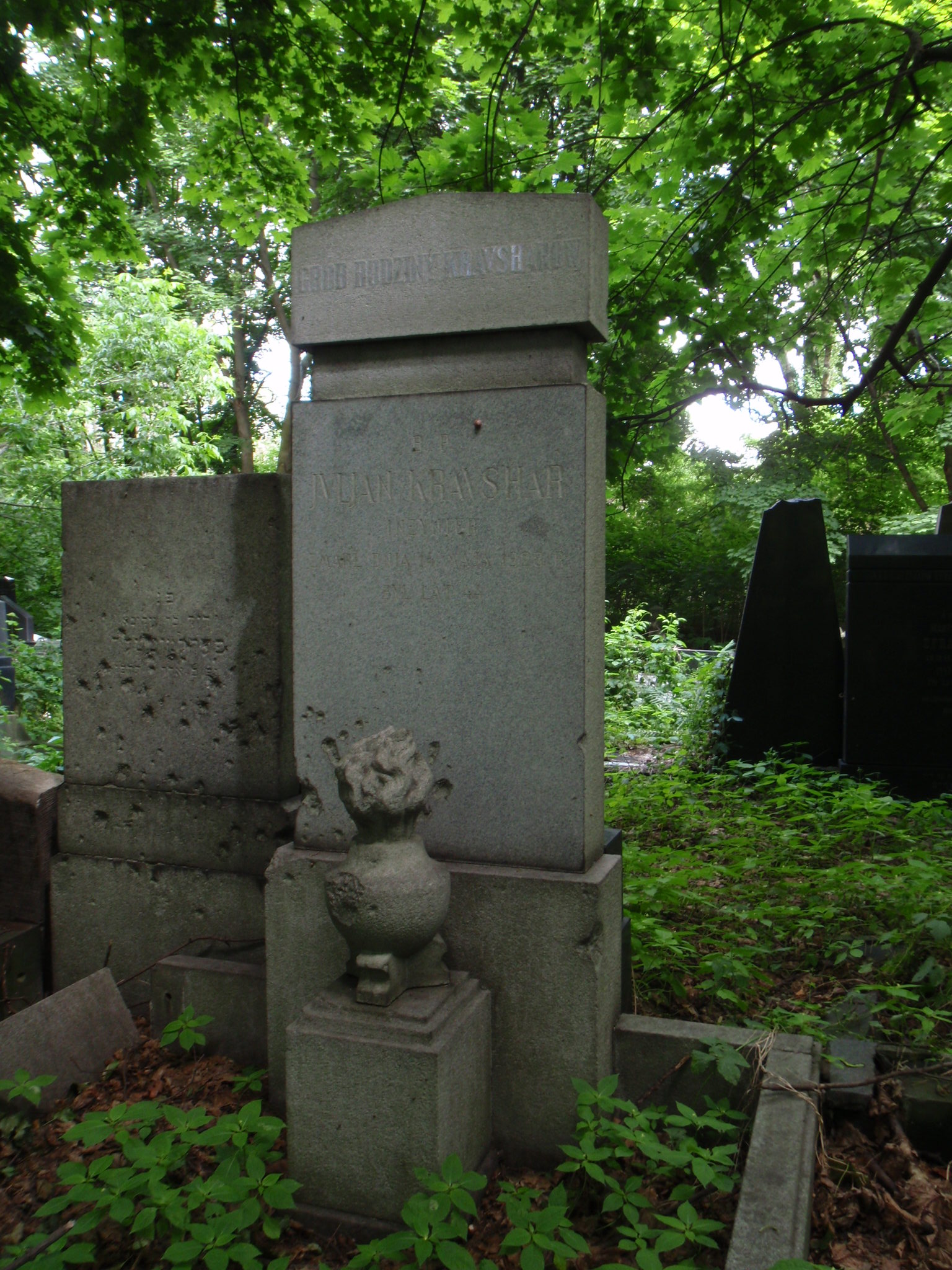
Grób Juliana Kraushara na cmentarzu żydowskim w Warszawie

Julian Kraushar (ur. 1884, zm. 14 maja 1928 w Warszawie) – polski inżynier i działacz społeczny żydowskiego pochodzenia.

## Życiorys
Urodził się w rodzinie żydowskiej, jako syn Naftalego (1835–1899). Miał przedsiębiorstwo zajmujące się sprzedażą przyrządów pomiarowych i wind.
Był członkiem Socjaldemokracji Królestwa Polskiego i Litwy (SDKPiL) i działaczem Towarzystwa Przyjaciół Dzieci (TPD). W 1927 założono poradnię dla młodzieży – kandydatów do szkół zawodowych, której nadano imię Juliana Kraushara. Poradnia zajmowała się badaniem kandydatów pod kątem psycho-technicznych predyspozycji do kształcenia zawodowego.
Publikował w Przeglądzie Technicznym.
Jego żoną była Wanda z domu From (1884–1940), feministka, działaczka społeczna, uwięziona w getcie warszawskim, popełniła tam samobójstwo. Mieli córkę, Teofilę Bystrzanowską, profesora medycyny, kierowniczkę Studium Doskonalenia Lekarzy Akademii Medycznej w Warszawie.
Pochowany jest na cmentarzu żydowskim przy ulicy Okopowej w Warszawie (kwatera 19, rząd 5).